# Leichte Muse
Der Begriff leichte Muse bezeichnet den eher unterhaltenden Bereich innerhalb der darstellenden Kunst und der Musik.

## Herkunft
Der Ausdruck leichte Muse leitet sich von den mythologischen Musen ab, speziell von den neun griechischen Göttinnen der Künste. Er verweist darauf, dass zumindest auch Teile der unterhaltenden Bühnen- und Filmdarbietungen durchaus zu den Künsten gehören, während in der Unterscheidung zwischen E-, U- und F-Musik der Unterhaltungsmusik oft generell ein seichter Grundton unterstellt wird.

## Begriffsbestimmung
Wie bei den meisten eher umgangssprachlichen Begriffen, gibt es auch für die Bezeichnung leichte Muse keine eindeutige Definition. Einige Autoren begrenzen seine Bedeutung auf den Bereich der Operette. Bernard Grün verfasste seine zum Standardwerk gewordene Kulturgeschichte der Operette unter dem Titel Leichte Muse. Andere fassen den Begriff weiter. So veröffentlichte Volker Kühn eine Hörbuch-CD unter dem Titel: Von leichter Muse in schwerer Zeit – Unterhaltung und Kabarett im Dritten Reich. Arthur Maria Rabenalt drehte 1940 einen Film unter dem Titel Leichte Muse. Er handelt von einem Komponisten (gespielt von Willy Fritsch), der durch einen Erfolg mit populärer Musik so abhebt, dass er dadurch mit seiner Ehefrau und seinen Freunden in Konflikt gerät. Die Musik zu diesem Film stammt von Walter Kollo, einem Operettenkomponisten.